# Luigi Reitani
Luigi Reitani (* 18. Juli 1959 in Foggia, Apulien; † 30. Oktober 2021 in Berlin) war ein italienischer Literaturwissenschaftler, Übersetzer und Germanist.

## Leben
Luigi Reitani studierte italienische und deutsche Literatur an der Universität Bari, wo er 1983 mit einer Arbeit über Arthur Schnitzler promoviert wurde. 1984/85 und von 1986 bis 1991 folgten mehrjährige Studien- und Forschungsaufenthalte in Wien bei Wendelin Schmidt-Dengler.
1991 wurde Reitani Assistent, 2000 außerordentlicher Professor und 2005 ordentlicher Professor für Neuere Deutsche Literatur an der Universität Udine. Er war Gastprofessor an der Alpen-Adria-Universität Klagenfurt und an der Universität Basel. Von 2008 bis 2013 war er Kulturdezernent (Kulturstadtrat) der Stadt Udine. Von Oktober 2015 bis September 2019 leitete er das Italienische Kulturinstitut zu Berlin. Er war Vorstandsmitglied der Hölderlin-Gesellschaft in Tübingen und Mitglied des Wissenschaftlichen Beirats des Freien Deutschen Hochstifts in Frankfurt am Main. 2010 wurde er mit dem Goldenen Ehrenzeichen für Verdienste um die Republik Österreich ausgezeichnet.
Er war verheiratet und Vater zweier Kinder. Im Alter von 62 Jahren starb er an den Folgen einer COVID-19-Erkrankung.

## Werk
Reitani war Herausgeber und Übersetzer einer kommentierten zweisprachigen Ausgabe der gesamten Lyrik Friedrich Hölderlins (Milano: Mondadori 2001; Internationaler Mondello-Preis für literarische Übersetzung 2002). Er erstellte Übersetzungen und kommentierte italienische Editionen von Werken deutschsprachiger Autoren (u. a. Ingeborg Bachmann, Thomas Bernhard, Elfriede Jelinek, Ernst Jandl, Uwe Johnson, Friederike Mayröcker, Friedrich Schiller, Arthur Schnitzler, Josef Winkler). Er verfasste Kulturbeiträge für verschiedene Tageszeitungen und für den italienischen Rundfunk und war Mitherausgeber der literarischen Reihe „Anemoni“ beim Verlag „Marsilio“ in Venedig. Wissenschaftlicher Betreuer der Österreich-Bibliothek in Udine.

## Schriften

### Selbständige Publikationen
- (Hrsg.) Friedrich Hölderlin: Tutte le liriche. Edizione tradotta e commentata. Revisione del testo critico tedesco [Sämtliche Gedichte. Kommentierte und textkritische Ausgabe]. Milano: Mondadori 2001, S. 1967+CXXVIII; 2. Auflage 2002; 3. Auflage 2010; Lizenzausgabe in 3 Bänden: Milano: Mondadori «I classici della poesia» 2013 [Edition, Übersetzung, Einführung (S. XXV–LXVII), Kommentar (S. 1281–1882), Anmerkung zur Edition (S. CXIII-CXXVII), Leben und Werk: Eine Chronik (S. LXXIII-CXII), Bibliographie]. ISBN 88-04-47407-6.
- (Hrsg.) Ingeborg Bachmann: Il libro Franza. [Das Buch Franza]. Milano: Adelphi 2009 [Edition, Teilübersetzung, Einführung, Kommentar]. ISBN 978-88-459-2416-3.
- (Hrsg.) Arthur Schnitzler: Sulla Psicoanalisi. [Über Psychoanalyse]. Milano: SE 1987; Lizenzausgabe: Milano: Mondadori 1990; 2. revidierte Ausgabe: Milano: SE 1991; 3. erweiterte Ausgabe: Milano: SE 2001 [Übersetzung, Edition, Kommentar und Nachwort]. ISBN 88-7710-504-6.
- (Hrsg.) Friedrich Schiller: Del Sublime [Vom Erhabenen]. Milano: SE 1989; 2. revidierte Ausgabe: Milano: SE 1991; 3. erweiterte Ausgabe: Milano: Abscondita 2003 [Übersetzung, Kommentar und Nachwort]. ISBN 88-8416-055-3.
- (Hrsg.) Ingeborg Bachmann: Invocazione all’Orsa Maggiore. [Anrufung des großen Bären]. Milano: SE 1994 (2. revidierte Lizenzausgabe: Milano: Mondadori 1999; 3. erweiterte Ausgabe: Milano: SE 2002). [Übersetzung, Kommentar, Bibliographie und Nachwort]. ISBN 88-7710-521-6.
- (Hrsg.) Luci lune luoghi. Antologia della poesia austriaca contemporanea. Milano: Marcos y Marcos 1999 [Mit einem Vorwort und einzelnen Einführungen zu H.C. Artmann, Friederike Mayröcker, Ernst Jandl, Peter Waterhouse, Raoul Schrott, Robert Schindel; Übersetzungen von Gedichten H.C. Artmanns, Friederike Mayröckers, Ernst Jandls und Peter Waterhouses]. ISBN 88-7168-264-5.
- (Hrsg.) Thomas Bernhard: Autobiografia. Milano: Adelphi 2011 [Einführung, Leben und Werk: eine Chronik, Anmerkungen und Kommentar, Bibliographie]. ISBN 978-88-459-2638-9.
- Germania europea - Europa tedesca, Roma, edizioni Salerno 2014, ISBN 978-88-8402-943-0.
- Sul crepaccio. Riflessioni / traduzioni, con un saggio critico di Gabriella Caramore, Verona: Anterem edizioni 2015.
- Il racconto della Germania. Cronache di letteratura tedesca contemporanea, Udine: Forum 2015, ISBN 978-88-8420-901-6.
- Flucht in der Literatur – Flucht in die Literatur. Wien: Pichler 2016, ISBN 978-3-7117-3004-6.
- (Hrsg.) Friedrich Hölderlin: Prose, teatro e lettere. Mondadori: Milano 2019.
- Geografie dell’altrove. Venezia: Marsilio 2020, ISBN 978-88-297-0646-4.

### Beiträge und Aufsätze in wissenschaftlichen Zeitschriften und Sammelbänden
- Faust in Italien, in «Sprachkunst» 23 (1992/2), S. 191–211.
- Verwandlungen und Fragmente. Zur späten Lyrik Friederike Mayröckers, in „In Böen wechselt mein Sinn“. Zu Friederike Mayröckers Literatur, Hg. von Klaus Kastberger und Wendelin Schmidt-Dengler, Wien, Sonderzahl 1996, S. 53–68.
- “Lontano”. “Der Italienkomplex” in der deutschsprachigen Literatur aus Südtirol, in Literatur in Südtirol, Hg. von Johann Holzner, Innsbruck-Wien, Studienverlag 1997, S. 54–76.
- Durchlässige Textlandschaften. Zu einer poetischen Konstante im Werk von Peter Waterhouse, in «Text+Kritik» 137 (1998/1), S. 68–76.
- Zeitkritisches Hören, in Interpretationen. Werke von Ingeborg Bachmann, Hg. von Mathias Mayer, Stuttgart, Reclam 2002, S. 68–80.
- Face to face. Hölderlin in a New Italian Bilingual Edition, in «MLN» 117 (2002), 3, S. 590–598.
- Il teatro delle voci, in Elfriede Jelinek, Sport. Una pièce. / Fa niente. Una piccola trilogia della morte. Milano, Ubulibri 2005, S. 9–27.
- Dopo la catastrofe, in Thomas Bernhard, Amras, Milano, SE 2005, S. 81–96.
- Vergleiche ins Nirgendwo. Die rhetorischen Strategien Elfriede Jelineks am Beispiel der Übersetzung der Nobelpreisrede, in «MAL» 39 (2006), 3–4, S. 97–104.
- L’edizione scientifica del testo letterario, in Letteratura tedesca. Manuale per l’Università, Hg. von Eugenio Spedicato, Pisa, ETS 2006, S. 61–86.
- Orterkundungen, Raumverwandlungen. Zur poetischen Topographie Hölderlins, in «Hölderlin-Jahrbuch» 35 (2006–2007), S. 9–29.
- Mnemosyne, Eine Nymphe?, in La parola, il mito, la metafora, Hg. von Luciano Zagari, Pisa, ETS 2008, pp. 147–173.
- Heimkehr nach Galicien. Heimat im Werk Ingeborg Bachmanns. Mit einem bisher unveröffentlichten Brief von Jean Améry an Ingeborg Bachmann, in Topographien einer Künstlerpersönlichkeit. Neue Annäherungen an das Werk Ingeborg Bachmanns, Hg. von Barbara Agnese und Robert Pichl, Würzburg, Königshausen & Neumann 2009, S. 31–46.
- Topografie della Shoah, in Atlante della letteratura tedesca, Hg. von Francesco Fiorentino und Giovanni Sampaolo, Macerata, Quodlibet 2009, S. 392–399.
- La poesia di lingua tedesca dal 1945 al 1968, in La poesia tedesca del Novecento, Hg. von Anna Chiarloni, Roma-Bari, Laterza 2009, S. 73–103.
- I classici tedeschi nella contemporaneità, in Come parlano i classici, Presenza e influenza dei classici nella modernità, Roma, Salerno 2011, S. 283–304.
- Die Entdeckung der Poesie. Norbert von Hellingraths bahnbrechende Edition der Werke Hölderlins, in Neugermanistische Editoren im Wissenschaftskontext, Hg. von Roland S. Kamzelak, Rüdiger Nutt-Kofoth und Bodo Plachta, Berlin-New York, De Gruyter 2011, S. 153–165.
- Matematica e frammento. Friedrich Hölderlin e la nascita della lirica moderna, in La lirica moderna. Momenti, protagonisti, interpretazioni, Hg. von Furio Brugnolo und Rachele Fassanelli, Padova, Esedra 2012, S. 15–33.
- Zwischen (und unter) den Sprachen unterwegs. Ernst Jandls Poetik der Mehrsprachigkeit, in Wir jandln! Didaktische und wissenschaftliche Wege zu Ernst Jandl, Hg. von Hannes Schweiger und Hajnalka Nagy, Innsbruck-Wien-Bozen, Studien Verlag 2013, pp. 52–60.
- Introduzione, in Robert Musil, Il redentore, Hg. von Walter Fanta, Venezia, Marsilio 2013, S. 13–29.
- Ékphrasis e rivoluzione. Il “Carnevale romano” di Goethe, in Johann Wolfgang Goethe, Il Carnevale romano, Roma, Salerno editrice 2014, S. 7–61.
- Karl Kraus’ Reimtheorie, in “Schöpferische Restauration” Traditionsverhalten in der Literatur der Klassischen Moderne, Hg. von Barbara Besslich und Dieter Martin, Würzburg, Ergon 2014, S. 255–261.
- Friedrich Hölderlins Italienbild: Ein Versuch, in «Studia theodisca – Hölderliniana I» (2014), S. 71–84.
- Die terra incognita des Romans. Hölderlins ‘Hyperion’ im Rahmen der Kulturdebatte des 18. Jahrhunderts, in: Unterwegs zu Hölderlin Studien zu Werk und Poetik, Hg. von Sabine Doering u. Johann Kreuzer, Oldenburg, BIS-Verlag der Carl von Ossietzky Universität Oldenburg, 2015, S. 27–42.
- Glück und Gedächtnis. Zu Sabine Grubers Roman „Stillbach oder Die Sehnsucht“, in: Kulturen an „Peripherien“ Mitteleuropas (am Beispiel der Bukowina und Tirols), Hg. von Andrei Corbea-Hoisie u. Sigurd Paul Scheichl, Konstanz, Hartung-Gorre 2015, S. 415–428.
- Drostes Adaption von metrischen Formen italienischer Herkunft, in: Die Droste und Italien, Hg. von Gabriella Catalano u. Winfried Woesler, Hannover, Wehrhahn 2015, S. 63–69.
- „Daß uns Recht geschieht, darum beten wir“. Elfriede Jelinek „Die Schutzbefohlenen“, in: Jelinek-Jahrbuch 2014/2015, S. 53–69.
- Goethe als Leser des "Werthers", in: Jahrbuch des Freien Deutschen Hochstifts 2015, S. 259–288.
- Edieren, Lesen, Interpretieren, Re-Edieren. Ingeborg Bachmanns "Todesarten"-Projekt als paradigmatisches Beispiel für den editorisch-hermeneutischen Zirkel, in: editio, 29 (2015), S. 1–10.